# Foxy (personaje)
Foxy, también llamado Foxy The Pirate, es un personaje ficticio creado por Scott Cawthon perteneciente a la franquicia de videojuegos Five Nights at Freddy's que se desempeña como uno de los antagonistas principales dentro de la trama de la franquicia. El personaje es un robot animatrónico con la apariencia de un zorro antropomórfico color carmesí el cual está poseído por el fantasma de un niño asesinado por el villano principal William Afton.
Su voz es interpretada por el actor Christopher McCullough en Ultimate Custom Night, Five Nights at Freddy's VR: Help Wanted y en Five Nights at Freddy's AR: Special Delivery, por Jason Topolski en Five Nights at Freddy's: Help Wanted 2 y por Roger Joseph Manning Jr. en Five Nights at Freddy's (película).

## Apariencia
Foxy es un robot animatrónico de una altura aproximada de 1,80 metros que posee la apariencia de un zorro antropomórfico carmesí. Tiene un parche que cubre su ojo derecho que puede levantar a voluntad, tiene un garfio pirata en su mano derecha y viste un pantalón de lino marrón que están cercenados en su parte de inferior revelando sus piernas metálicas de endoesqueleto. Una de sus principales características que lo diferencia del resto de animatrónicos del primer videojuego, es que su traje está parcialmente dañado, tiene grietas y huecos a su alrededor, revelando un estado de abandono por parte del local en donde se desarrolla la historia de los juegos.

## Historia en los Videojuegos

### Antes de Five Nights at Freddy's 2
Foxy es creado  para servir como atracciones para una pizzería animatrónica, cuyo nombre es aún desconocido. Sin embargo, un "hecho terrible" ocurre y el local es clausurado, junto a sus personajes animados.

### El Incidente de los Niños Desaparecidos
Un Miércoles 26 de junio de 1985, cinco niños (Gabriel, Susie, Jeremy, Fritz y Cassidy) fueron secuestrados y asesinados por un individuo que vestía el traje de uno de los personajes.
Entonces, el animatrónico conocido como Puppet, quien resulta estar poseído por el alma de una niña Charlotte Emily (asesinada por el mismo ignoto), les da una segunda oportunidad a estas víctimas al introducir sus almas en Freddy Fazbear, Bonnie, Chica, Foxy y Golden Freddy, para que todos juntos puedan vengarse de su asesino.
Cabe aclarar que no se tiene muy en claro en que encarnación de la pizzería ocurrió este evento.

### Five NIghts at Freddy's 2
En el año 1987, Fazbear Entertainment decide abrir un nuevo y mejorado Freddy Fazbear's Pizza. En un principio, planean reutilizar a los viejos animatrónicos y empiezan a instalarles parte del nuevo sistema de reconocimiento facial que querían utilizar. Sin embargo, estos modelos antiguos habían quedado desgastados y emanaban un olor desagradable después de tantos años de abandono, además de que consideraban que su apariencia era terrorífica para un público infantil. Debido a esto, abandonaron el proyecto y decidieron crear nuevos modelos; los animatrónicos Toy, los cuales, aparte de ser bastante amigables con el público infantil, poseen dicho reconocimiento facial, movilidad avanzada y la capacidad de caminar libremente durante el día. Foxy y el resto de modelos viejos son dejados en la sala de Parts/Service como repuestos para los nuevos personajes.
Sin embargo, tanto los animatrónicos Toy como los antiguos comienzan a deambular por la pizzería durante la noche, y como la pizzería está vacía, creen que están en la habitación equivocada y se dirigen a la oficina tratando de atrapar al guardia de turno para posteriormente introducirlo en un traje de Freddy Fazbear, debido a que supuestamente lo confunden con un endoesqueleto metálico, y está contra las reglas que uno carezca de su traje.
Después de varios días, el local cierra debido al mal funcionamiento de los animatrónicos Toy, quienes actuaban agresivamente hacia el personal y los adultos en general, sumado a un incidente relacionado con la desaparición de un traje amarillo. El CEO de Fazbear Entertainment promete que volverán a abrir con un presupuesto más económico y que reutilizarán los modelos antiguos, ya que los modelos Toy fueron destruidos.

### Five Nights at Freddy's
Tal y como fue prometido, Freddy Fazbear's Pizza vuelve a abrir sus puertas nuevamente con un presupuesto relativamente más bajo y un local más pequeño. Los animatrónicos son re-modelados con un nueva apariencia y endoesqueleto, y puestos como la atracción principal del restaurante. Foxy recibe su propio escenario, separado del resto de la banda, que recibe por nombre Pirate Cove. Sin embargo, por algún motivo aún desconocido se dejó Fuera de Servicio.
No sé tiene muchos datos que indiquen la recepción que tuvo la pizzería en sus primeros momentos de apertura, pero su reputación empieza a decaer cuando los padres comienzan a denunciar la presencia de sangre y mucosidad en los animatrónicos, además de un horrible olor que provenían de ellos, comparándolos como "cadáveres reanimados".
Todo los personajes, en especial Foxy, no tienen permitido desplazarse durante el día, pero se los deja deambular por la noche para que sus servomotores no se bloqueen. Sin embargo, su comportamiento inusual y "paranormal" preocupa a la empresa, y contratan guardias nocturnos para que los mantengan vigilados. Muchos de estos guardias terminan siendo asesinados brutalmente al ser introducidos en trajes de Freddy Fazbear, debido a que aparentemente los animatrónicos seguían confundiéndolos con endoesqueletos desnudos.
Debido a las denuncias, el departamento de salud termina por clausurar el lugar, bloqueando y dejando abandonado el edificio con sus animatrónicos aún en el interior.

### Five Nights at Freddy's 3
Después del cierre de Freddy Fazbear's Pizza, el asesino y culpable del incidente de los niños desaparecidos entra al abandonado local con el objetivo de destruir a los animatrónicos. Para ello, los atrae hasta un sala oculta que no figura en su base de datos, y una vez que quedan despistados los desmantela a cada uno, siendo Foxy el último en ser desmantelado.
Sin embargo, destruirlos provoca que las almas en el interior se liberen y acorralan a su asesino en la sala escondida, la cual ocultaba uno de los Trajes híbridos: Spring Bonnie. Tratando de ocultarse y salvarse, el asesino de nombre William Afton se viste con el traje para engañarlos. Pero la inestabilidad del mismo provoca que los "spring-locks" del traje se aflojen y que las partes mecánicas que se hallaban comprimidas comiencen a aplastar brutalmente el cuerpo de William. Viendo que su asesino había sufrido el mismo destino que ellos, las almas de los niños finalmente encuentran la paz.
Los restos de Freddy Fazbear y los demás animatrónicos serían encontrados por los dueños de Fazbear's Fright: The Horror Attraction 30 años más tarde, para servir como decoración para la nueva atracción.

## Apariciones

### Videojuegos
- Five Nights at Freddy's
- Five Nights at Freddy's 2
- Five Nights at Freddy's 3
- Freddy Fazbear's Pizzeria Simulator
- Ultimate Custom Night
- Five Nights at Freddy's VR: Help Wanted
- Five Nights at Freddy's AR: Special Delivery
- Freddy in Space 2
- Five Nights at Freddy's: Security Breach
- Freddy in Space 3: Chica in Space
- Five Nights at Freddy's: Help Wanted 2
- Five Nights at Freddy's: Into the Pit

### Novelas
- Five Nights at Freddy's: The Silver Eyes

- Five Nights at Freddy's: The Twisted Ones
- Five Nights at Freddy's: The Freddy Files
- Five Nights at Freddy's: Survival Logbook
- Five Nights at Freddy's: Fazbear Frights #1: Into the Pit
- Five Nights at Freddy's: Fazbear Frights #2: Fetch
- Five Nights at Freddy's: Fazbear Frights #3: 1:35 A.M.
- Five Nights at Freddy's: Fazbear Frights #8: Gumdrop Angel
- Five Nights at Freddy's: Fazbear Frights #9: The Puppet Carver
- Five Nights at Freddy's: Fazbear Frights #10: Friendly Face
- Fazbear Frights: Graphic Novel Collection #1

### Películas
- Five Nights at Freddy's